# 美国钱币协会
美國錢幣協會（英文：American Numismatic Association）於1891年在美國伊利諾伊州芝加哥由喬治·希思博士成立。協會積極推廣錢幣學，透過教育、歷史、科學路線來加強在業餘愛好的興趣。

## 外部連結
- 美國錢幣協會 （页面存档备份，存于）